# Ilex subodorata
Ilex subodorata är en järneksväxtart som beskrevs av Shiu Ying Hu. Ilex subodorata ingår i släktet järnekar, och familjen järneksväxter. Inga underarter finns listade i Catalogue of Life.